# Struthidea cinerea
Struthidea cinerea là một loài chim trong họ Corcoracidae.